# Balder Sø

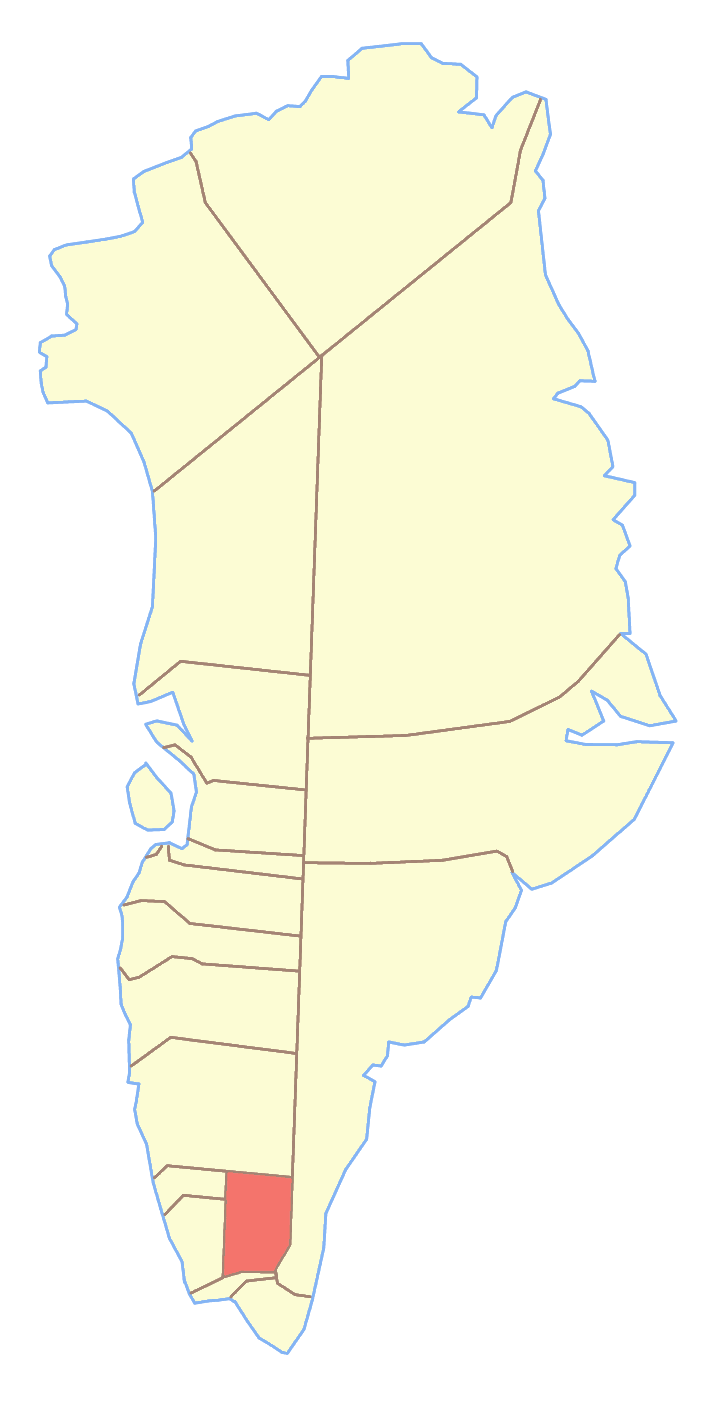
Ex comune di Narsaq, dove si trovava il Balder Sø

Il Balder Sø è un lago della Groenlandia. Si trova a 920 m sul mare (è il lago più elevato della Groenlandia), a 61°24'N 45°30'O; appartiene al comune di Kujalleq.